# Герард-Фрідріх Міллер
Міллер Герард-Фрідріх (Федор Іванович; 29(18).10.1705—22(11). 10.1783) — німецький і російський історик, географ, етнограф та археограф. Член Петербурзької АН (з 1731). З 1725 — ад'юнкт, з 1731 — професор історії, 1728—30 та 1754—65 — конференц-секретар Петербурзької АН. З 1730 — почесний член Королівського наукового товариства в Лондоні (Велика Британія), з 1761 — кореспондент Паризької АН.

## Походження, освіта
Народився в м. Герфорд (Вестфалія; істор. область на заході Німеччини між річками Рейн і Везер) у родині ректора гімназії. Навчався в Лейпцизькому університеті.

## Переїзд до Росії
1725 переїхав у Росію, редагував «Санкт-Петербургские ведомости» та журнал «Sammlung Russischer Geschichte». 1733—43 брав участь у Другій Камчатській чи Великій північній експедиції з вивчення Сибіру, протягом якої під його керівництвом було зібрано матеріали з історії, географії, археології та етнографії місцевих народів та колекцію копій документів сибірських архівів (т. зв. портфелі Міллера). 1755—64 був редактором першого російськомовного журналу «Ежемесячные сочинения», де публікувалися його кращі історичні розвідки. Промова Міллера «Origines gentis et nominis Russorum» (1749), в якій питання про походження державності східних слов'ян викладалося в руслі норманської теорії, викликала критику з боку Михайла Ломоносова. Міллер здійснив публікації важливих історичних джерел та історіографічних праць: «Судебника» (1550), «Історії Російської» В.Татіщева та ін. Найбільша історична студія  — «Історія Сибіру», нижньою хронологічною межею якої є 60-ті рр. 17 століття У ній автор одним із перших у російській історіографії застосував зовнішню та внутрішню критику джерел. 1750 російською мовою було опубліковано її перший том «Опис Сибірського царства».

## Праці з історії України
Міллер залишив також чимало праць з історії України, зокрема запорозьких козаків. 1760 з'явилися дві його публікації: «Про початок і походження запорозьких козаків» та «Повідомлення про запорозьких козаків». Міллер поділяв козаків на дві основні групи — малоросійських та донських. Виникнення козацтва Міллер зараховував до часів оволодіння Києвом Литвою, а Галичини — Польщею, тобто до 14 ст. Згодом О.Бодянський здійснив публікації рукописів праць Міллера у «Чтениях Московского общества истории и древностей российских» (1846—48), а також опублікував книгу «Історичні твори про Малоросію і малоросіян Г. Ф. Міллера, колишнього історіографа російського, написані російською і німецькою мовами, які зберігаються в Московському головному архіві Міністерства закордонних справ».
Міллер суттєво вплинув на подальший розвиток історичної науки в Росії, зокрема, його учнем вважав себе Микола Бантиш-Каменський.